# Mittelstraße 54 (Lemgo)

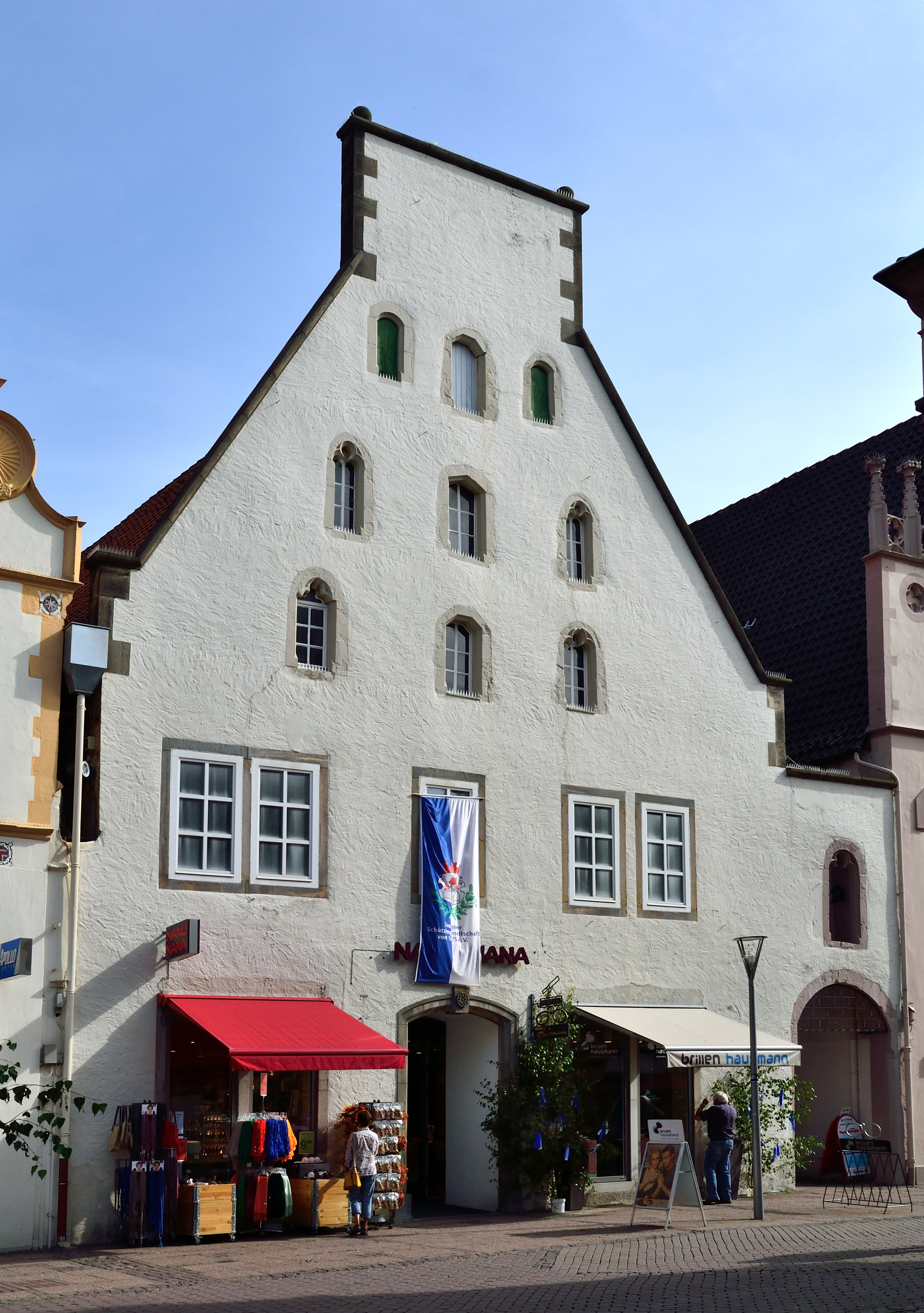
Haus Mittelstraße 54 in Lemgo

Das Gebäude Mittelstraße 54 in Lemgo, einer Stadt im Kreis Lippe in Nordrhein-Westfalen, wurde in der zweiten Hälfte des 13. Jahrhunderts errichtet. Das sogenannte Haus zum Stadtwappen ist ein geschütztes Baudenkmal.
Das zweigeschossige Steingiebelhaus hat ungewöhnlich starke Steinmauern im Erdgeschoss. Bei den Umbauten im Jahr 1696 und im 20. Jahrhundert wurde der Staffelgiebel und die Auslucht beseitigt. 
Von 1740 bis 1842 befanden sich hier die Druckerei und der Verlag der Meyerschen Hofbuchhandlung, der überregionale Bedeutung besaß. 
Vor Ende des Zweiten Weltkrieges diente das Haus als Restaurant und Hotel „Zum Stadtwappen“, das mindestens bis Ende 1974 bestand. Heute (2020) befinden sich ein Geschenkladen und ein Augenoptiker in dem Gebäude. 